# 298
Cette page concerne l'année 298  du calendrier julien. Pour l'année 298 av. J.-C., voir 298 av. J.-C. Pour le nombre 298, voir 298 (nombre).
L'année 298 est une année commune qui commence un samedi.

## Événements
- 10 mars : Maximien Hercule entre à Carthage en triomphe à la fin de sa campagne en Afrique[1].
- Printemps :
  - Discours d’Eumène devant Constance Chlore lors de l’inauguration de l’université d’Autun, Pro restaurandis scolis oratio[2].
  - Campagne de Galère en Arménie. Après un premier revers à Carrhes en 297, il reçoit des renforts de contingents occidentaux de Dioclétien. Vainqueur sur Narses à Satala en Arménie, il s'empare de ses trésors et de son harem[3].
- Automne : Dioclétien, de retour en Égypte, retire les troupes de la région au sud de Philae, le Dodécaschène[4]. Il autorise les Nobates à occuper la Basse-Nubie jusqu'à la première cataracte à condition qu’ils défendent l’Égypte contre les Blemmyes. Cet isolement est fatal au royaume de Méroé, qui est une première fois envahi par les Axoumites à la fin du IIIe siècle[5].

- Avant le 1er octobre : Galère s'empare de Nisibe, puis descend à marche forcée la vallée du Tigre vers Ctesiphon qui est prise ; il retourne ensuite en territoire romain sur l'autre rive de l'Euphrate ; des pourparlers de paix commencent au printemps 299[3]

- Constance Chlore est vainqueur des Alamans à Langres. L’empereur faillit être fait prisonnier, mais réfugié derrière les remparts de Langres, il peut réunir les moyens d’une offensive ultérieure et finit par vaincre. Soixante mille Alamans sont tués, les survivants rejetés outre-Rhin après une seconde défaite à Vindonissa[6].

## Naissances en 298
- Athanase, patriarche d'Alexandrie.

## Décès en 298
- Diophante, mathématicien grec de l’école d'Alexandrie (env. 200/214 - env. 284/298). Auteur d’un traité Sur les nombres polygones et d’une Arithmétique, premier exposé méthodique d’algèbre qui exercera une grande influence sur les arabes et sur les mathématiciens de la renaissance.